# Tim Jackman
Timothy „Tim“ Jackman (* 14. November 1981 in Minot, North Dakota) ist ein ehemaliger US-amerikanischer Eishockeyspieler, der im Verlauf seiner aktiven Karriere zwischen 1999 und 2016 unter anderem 492 Spiele für die Columbus Blue Jackets, Phoenix Coyotes, Los Angeles Kings, New York Islanders, Calgary Flames und Anaheim Ducks in der National Hockey League (NHL) auf der Position des rechten Flügelstürmers bestritten hat.

## Karriere

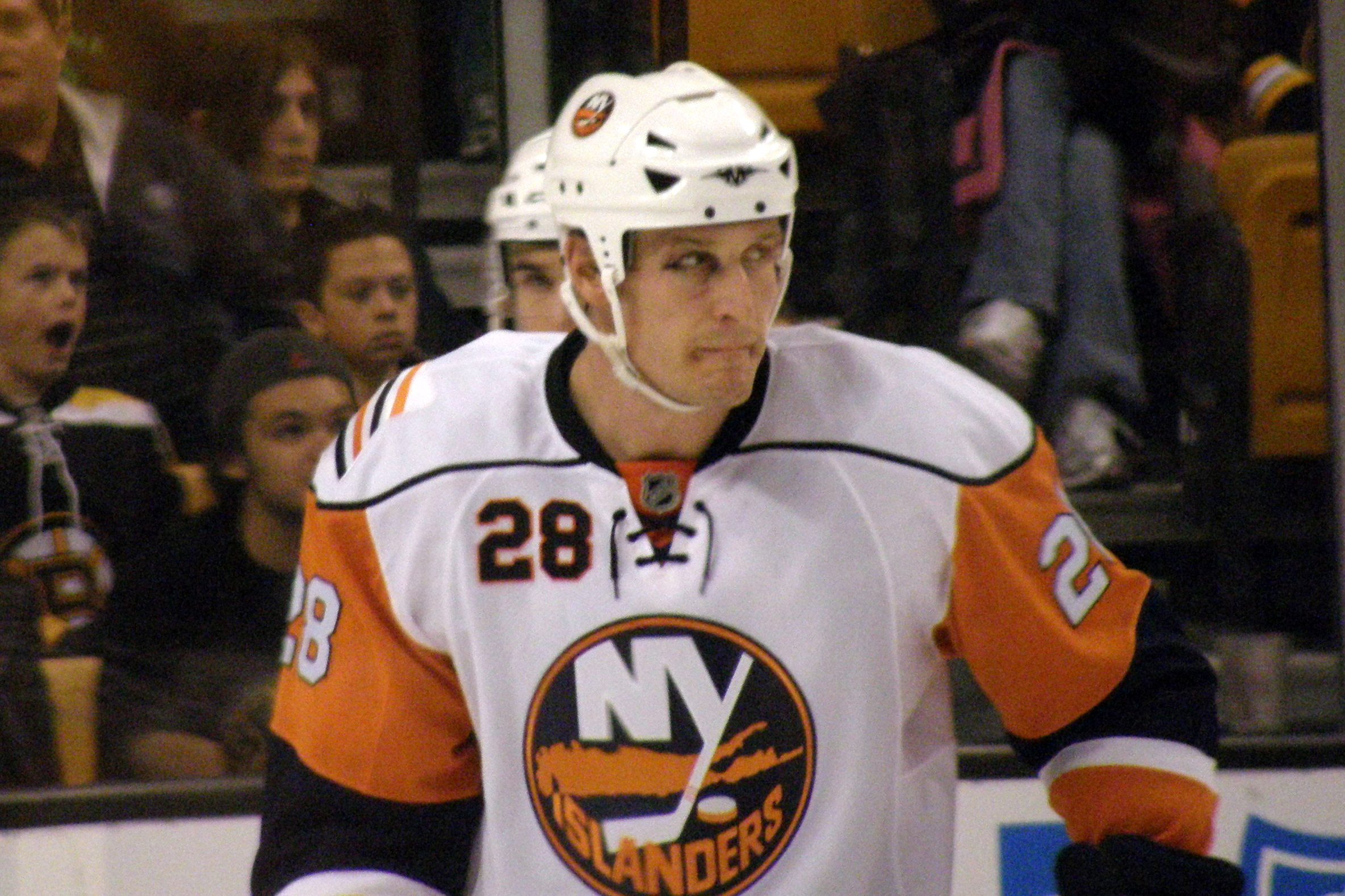
Jackman während seiner Zeit bei den New York Islanders (2008)

Tim Jackman begann seine Karriere als Eishockeyspieler bei den Twin City Vulcans, für die er in der Saison 1999/2000 in der United States Hockey League aktiv war. Anschließend spielte der Angreifer zwei Jahre für die Minnesota State University, Mankato. In dieser Zeit wurde er im NHL Entry Draft 2001 in der zweiten Runde als insgesamt 38. Spieler von den Columbus Blue Jackets ausgewählt. Während Jackman in der Saison 2002/03 ausschließlich für Columbus’ Farmteam aus der American Hockey League, die Syracuse Crunch, auf dem Eis stand, gab er in der folgenden Spielzeit sein Debüt in der National Hockey League für die Blue Jackets. Während des Lockouts in der NHL-Spielzeit 2004/05 stand Jackman erneut ausschließlich für Syracuse auf dem Eis.
Im Oktober 2005 wurde Jackman mit Geoff Sanderson von Columbus zu den Phoenix Coyotes transferiert, die im Gegenzug Cale Hulse, Michael Rupp und Jason Chimera abgaben. In Phoenix konnte er sich jedoch nicht durchsetzen. Nach nur acht Spielen in der NHL für die Coyotes wurde der Flügelspieler kurz vor dem Ende der Trade Deadline im Tausch für Yanick Lehoux an die Los Angeles Kings abgegeben. In etwas mehr als einem Jahr kam Jackman auch für die Kings nur zu gerade einmal fünf Einsätzen, weshalb sein Vertrag nicht verlängert wurde und er im Sommer 2007 als Free Agent einen Vertrag bei den New York Islanders unterzeichnete. Im Juli 2010 unterzeichnete er einen Vertrag bei den Calgary Flames.
Nach drei Jahren in Calgary wechselte Jackman im November im Austausch für einen Sechstrunden-Draftpick im NHL Entry Draft 2014 zu den Anaheim Ducks. Diese gaben ihn im November 2015 an ihr Farmteam, die San Diego Gulls, ab, ehe er im Februar 2016 samt einem Siebtrunden-Wahlrecht für den NHL Entry Draft 2017 zu den Chicago Blackhawks transferiert wurde. Im Gegenzug erhielten die Ducks Corey Tropp, während Jackman von den Blackhawks direkt wieder an die San Diego Gulls verliehen wurde.
Im August 2016 gab Jackman das Ende seiner aktiven Karriere bekannt.

## Erfolge und Auszeichnungen
- 1999 Minnesota High School All-Conference Team
- 2000 Minnesota High School All-Conference Team
- 2000 Minnesota All-State Team

## Karrierestatistik
(Legende zur Spielerstatistik: Sp oder GP = absolvierte Spiele; T oder G = erzielte Tore; V oder A = erzielte Assists; Pkt oder Pts = erzielte Scorerpunkte; SM oder PIM = erhaltene Strafminuten; +/− = Plus/Minus-Bilanz; PP = erzielte Überzahltore; SH = erzielte Unterzahltore; GW = erzielte Siegtore; 1 Play-downs/Relegation; Kursiv: Statistik nicht vollständig)